# Asarum europaeum
La asarabacara, oreja de fraile u oreja de hombre (Asarum europaeum L.) es una especie fanerógama perteneciente a la familia de las aristoloquiáceas.

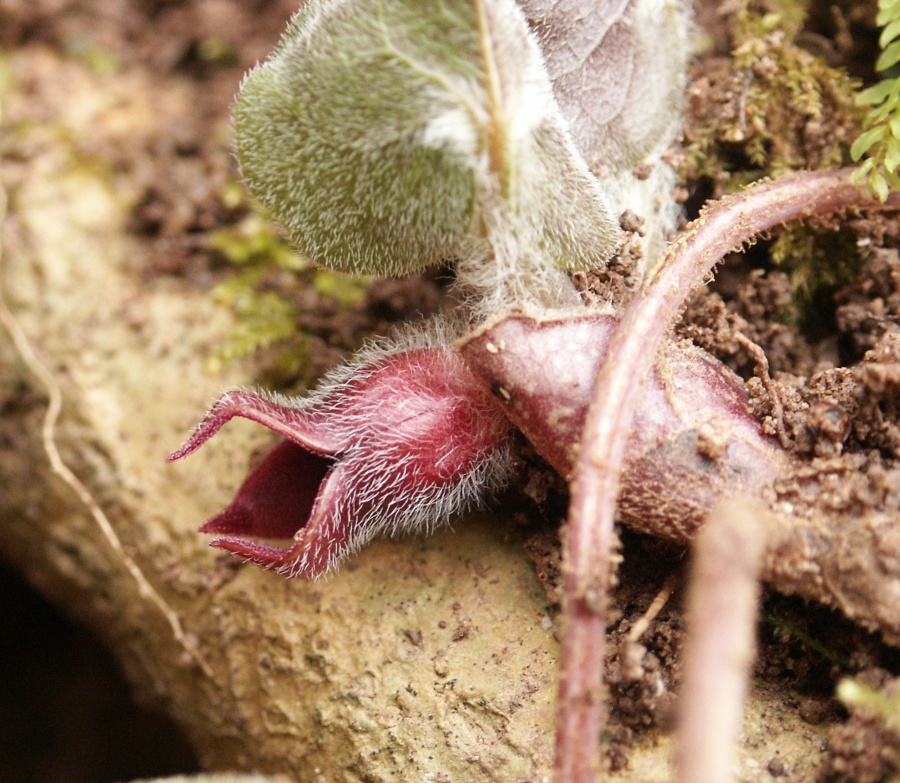
Detalle de la flor

## Distribución y hábitat
Es una planta vivaz que crece en Europa septentrional y central y en Asia occidental. En España se encuentra en Cataluña y Aragón. Coloniza bosques de árboles frondosos y lugares umbríos y húmedos.

## Características
Planta vivaz, herbácea, perenne de 10-15 cm de altura que forma grandes colonias. Tiene tallo rastrero con pequeñas ramillas. Hojas reniformes largamente pecioladas de 5-8 cm de diámetro, de color verde reluciente por arriba y verde pálido por abajo. La flor es solitaria de color púrpura, campanulada y velluda que florece entre mayo y agosto.

## Propiedades
- Poco utilizada por su toxicidad, aún se le considera un buen purgante para expulsar las lombrices de los potros.
- Por el efecto narcótico de su planta y aceite esencial se usaba como tranquilizante.
- Su aceite esencial contiene asarina que es tóxica y produce un efecto vomitivo, laxante, gastroenteritis e incluso hemorragias internas.
- Algunos autores lo recomiendan como vomitivo para la borrachera y como remedio para el alcoholismo.
- Mencionado en su remedios herbarios por Dioscórides y Plinio el Viejo.

Principios activos: Aceite esencial (1%): asarona, aldehído arisílico, metil-eugenol, acetato de bornilo, terpenos, sesquiterpenos, diasarona. Alcaloides: asarina. Ácido ascórbico, vitamina B1. Otras fuentes: Aceite esencial, sacarosa, alcanfor, asarina, ácido tánico.
Indicaciones: es emético, estornutatorio (usado como rapé) y, en dosis menores, mucolítico y expectorante. Diaforético. Actualmente en desuso, se usó para el tratamiento de rinitis crónicas y atróficas, bronquitis, asma y ulceraciones gastroduodenales.
Contraindicado con el embarazo, lactancia, niños, pacientes con hepatopatías, enfermedades neurológicas. La asarona es altamente tóxica: produce sensación de quemazón sobre la lengua, estornudos, irritación de la mucosa gástrica y puede resultar narcótica y abortiva. A dosis elevadas puede producir astenia, taquicardia, convulsiones, midriasis, fotofobia, disnea, e incluso coma y muerte por parálisis respiratoria. Secando la planta pierde toxicidad.
Otros usos: usado en la fabricación de licores.

## Costumbres
En el calendario republicano , creado durante la Revolución Francesa de 1789, la Asaret corresponde al 6 Ventôse, lo que equivale al 24 de febrero del calendario gregoriano.

## Taxonomía
Asarum europaeum  fue descrita por Carlos Linneo y publicado en Species Plantarum 1: 442. 1753.
Etimología
Asarum: nombre genérico que proviene de Asaron, el nombre griego para el género utilizado por Dioscórides.
europaeum: epíteto geográfico que alude a su localización en Europa.
Sinonimia
- Asarum europaeum var. romanicum Kukkonen & Uotila
- Asarum lucidum Salisb.
- Asarum officinale Moench
- Asarum renifolium Stokes
- Asarum reniforme Gilib.
- Asarum rotundifolium St.-Lag.[4]